# Patrick Nordmann
Pour les articles homonymes, voir Nordmann.
Patrick Nordmann, né le 4 mars 1949 à Fribourg et mort le 20 août 2022, est un animateur de radio suisse et un des scénaristes de la bande dessinée Lucky Luke.

## Biographie
Patrick Nordmann est le fils de Roger Nordmann, journaliste suisse et fondateur de la Chaîne du bonheur. Après avoir obtenu sa maturité, il entreprend des études de droit qui restent inachevées. Il est par la suite journaliste à La Tribune de Lausanne, puis à 24 heures.
Il est engagé comme humoriste à la Radio suisse romande (RSR), successivement pour l'émission Au fond à gauche en 1977, Cinq sur cinq de 1984 à 1994, Vos désirs font désordre et Les Dicodeurs en 1995[réf. nécessaire]. Il participe à l'émission de télévision de Lova Golovtchiner, Le Fond de la corbeille[réf. nécessaire].
En 2000, Nordmann signe le scénario de la bande dessinée Le Prophète, une aventure de Lucky Luke qu'il avait écrite et envoyée en 1988. Il quitte cette même année la RSR et fonde sa maison de production Panorama avec Monique Reboh[réf. nécessaire]. En 2002, il signe un deuxième scénario de Lucky Luke nommé La Légende de l'Ouest[réf. nécessaire], qui reçoit un accueil froid sur Planète BD.
En janvier 2010, il fonde avec Barrigue l'hebdomadaire satirique romand Vigousse et en devient le rédacteur en chef adjoint,. En 2012, il est accusé, à la suite d'un article satirique dans Vigousse, de diffamation et de calomnie, puis acquitté par le Tribunal de police de Lausanne.
En 2013, il quitte Vigousse et lance avec Joël Cerutti l'agence PJ Investigations, dont le but est de produire des enquêtes journalistiques approfondies.
Il est en outre parolier de plusieurs chansons Pascal Auberson, notamment Scène noire en 1978.
Il vivait à Froideville dans le canton de Vaud.
Il meurt le 20 août 2022 à l'âge de 73 ans.